# Діосдадо Мбеле
Діосдадо Мбеле (ісп. Diosdado Mbele, нар. 8 квітня 1997, Малабо) — футболіст Екваторіальної Гвінеї, захисник клубу «Гіберніанс».
Виступав, зокрема, за клуби «Леонес Вегетаріанос» та «Гіберніанс», а також національну збірну Екваторіальної Гвінеї.

## Клубна кар'єра
У дорослому футболі дебютував 2012 року виступами за команду клубу «Леонес Вегетаріанос», в якій провів три сезони, взявши участь у 43 матчах чемпіонату. 
До складу клубу «Гіберніанс» приєднався 2015 року. Відтоді встиг відіграти за мальтійський клуб 12 матчів в національному чемпіонаті.

## Виступи за збірну
У 2013 році дебютував в офіційних матчах у складі національної збірної Екваторіальної Гвінеї. Наразі провів у формі головної команди країни 13 матчів.
У складі збірної був учасником Кубка африканських націй 2015 року в Екваторіальній Гвінеї.